# زلیم کوتسویف
زلیم کوتسویف (روسی: Зелим Олегович Коцоев؛ زادهٔ ۹ اوت ۱۹۹۸) جودوکار اهل جمهوری آذربایجان است.
وی همچنین برندهٔ جوایزی همچون نشان شهرت شده است.